# 사라 요르트
사라 요르트(덴마크어: Sara Hjort, 1988년 5월 23일 ~ )는 덴마크의 배우이다.

## 출연 작품
- 알 메디나 (2015)
- 2걸즈 1케이크 (2013)
- 보그만 (2013)
- 익스큐즈 미 (2012)
- 여자는 남자에 대해 꿈을 꾼다 (2010)
- 사랑과 분노 (2009)